# Christian van Singer
Pour les articles homonymes, voir van Singer.
Christian van Singer, né le 20 janvier 1950 est une personnalité politique suisse, membre des Verts.

## Biographie
En 1988, il est élu au conseil communal à Lutry, où il siège jusqu'en 2007. Depuis 1997, il est coprésident puis porte-parole de l'association Sortir du nucléaire.
De 2000 à 2007, il est député au Grand Conseil du canton de Vaud, avant d'être élu conseiller national.